# Nýrsko
Nýrsko (em alemão Neuern) é uma cidade checa localizada na região de Plzeň, distrito de Klatovy.
Alguns imigrantes, instalando-se na região Norte catarinense, vieram destas comunidades situadas no município de Nyrsko:
Bistritz (Bystřice nad Úhlavou),
Starlitz (Starý Láz), 
Hoslau (Blata), 
Holletitz (Hodousice),
Millik (Milence), 
Freihöls (Stará Lhota),
Hinterhäuser (Zadní Chalupy), 
Glashütten (Skelná Huť), 
Kolheim (Uhliště)
Dörstein (Suchý Kámen).

## Galeria

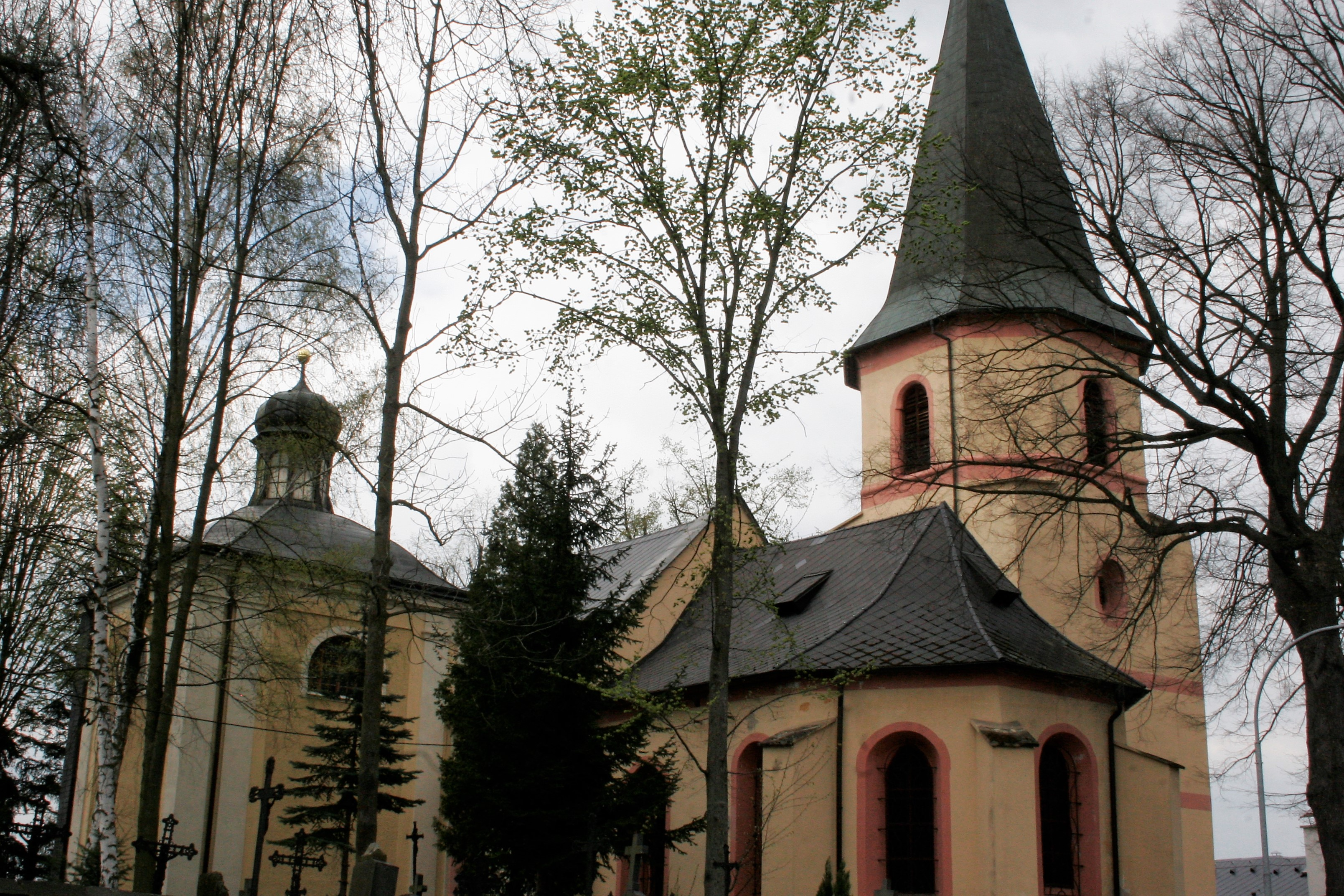
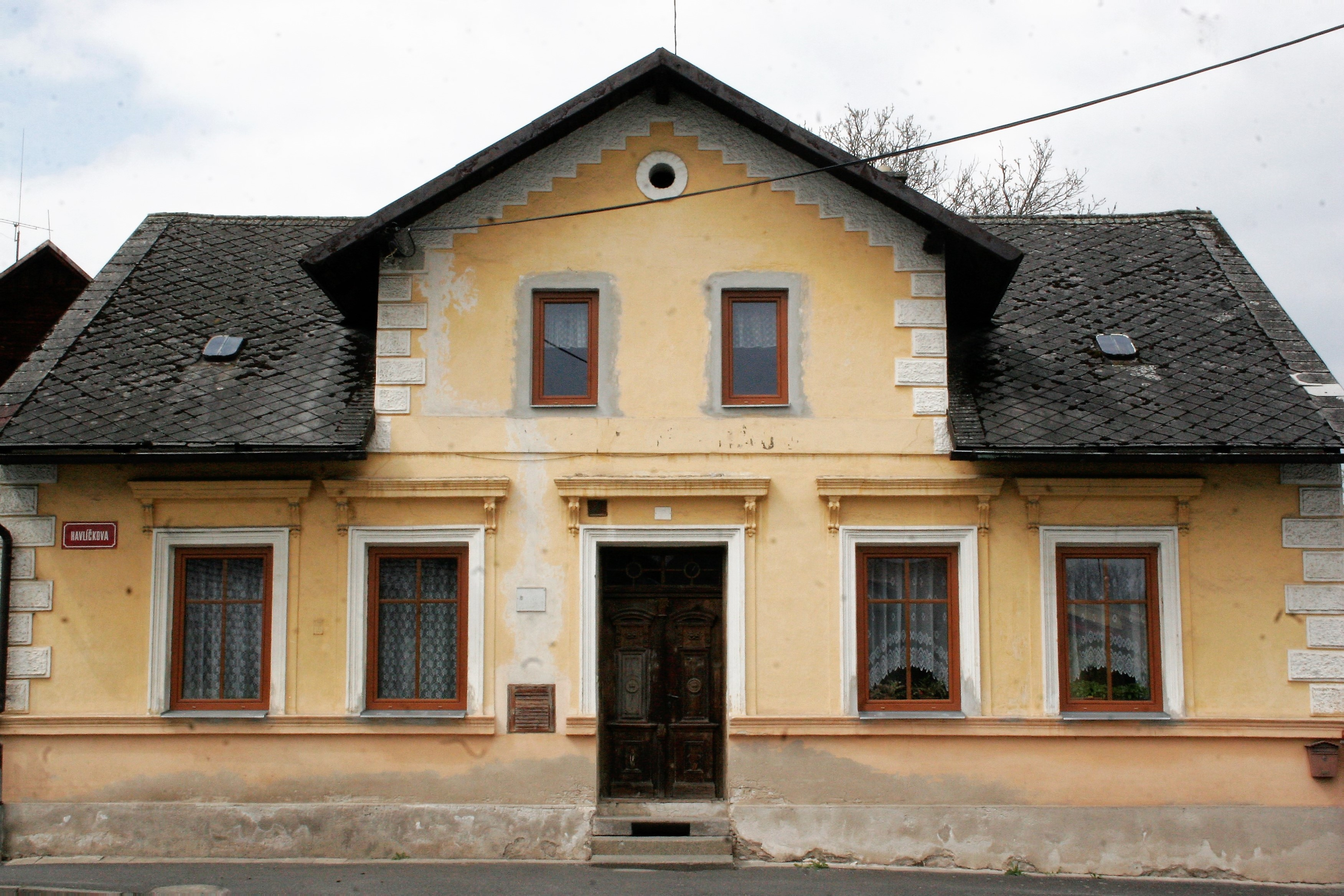
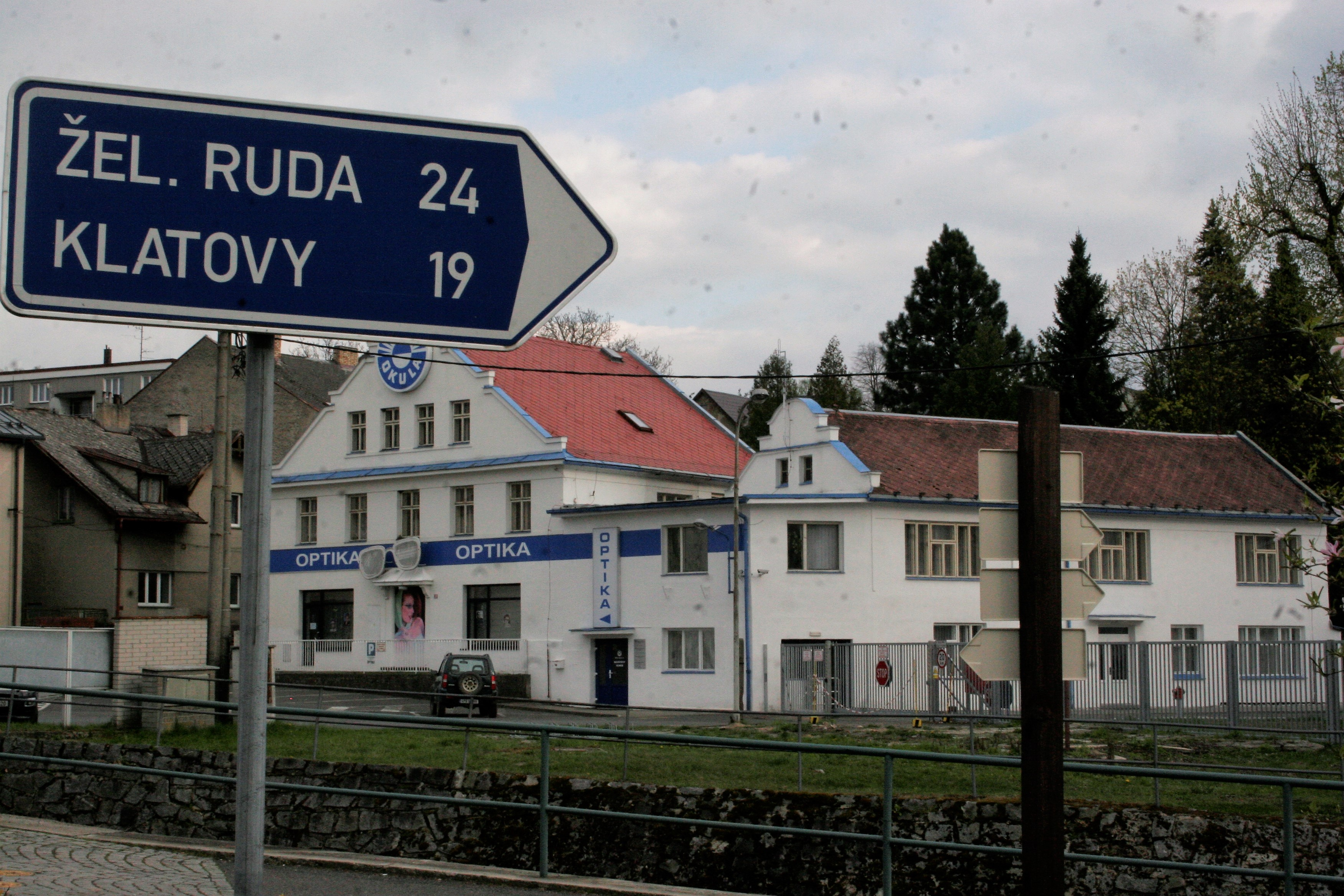